# Lamoraal van Egmont

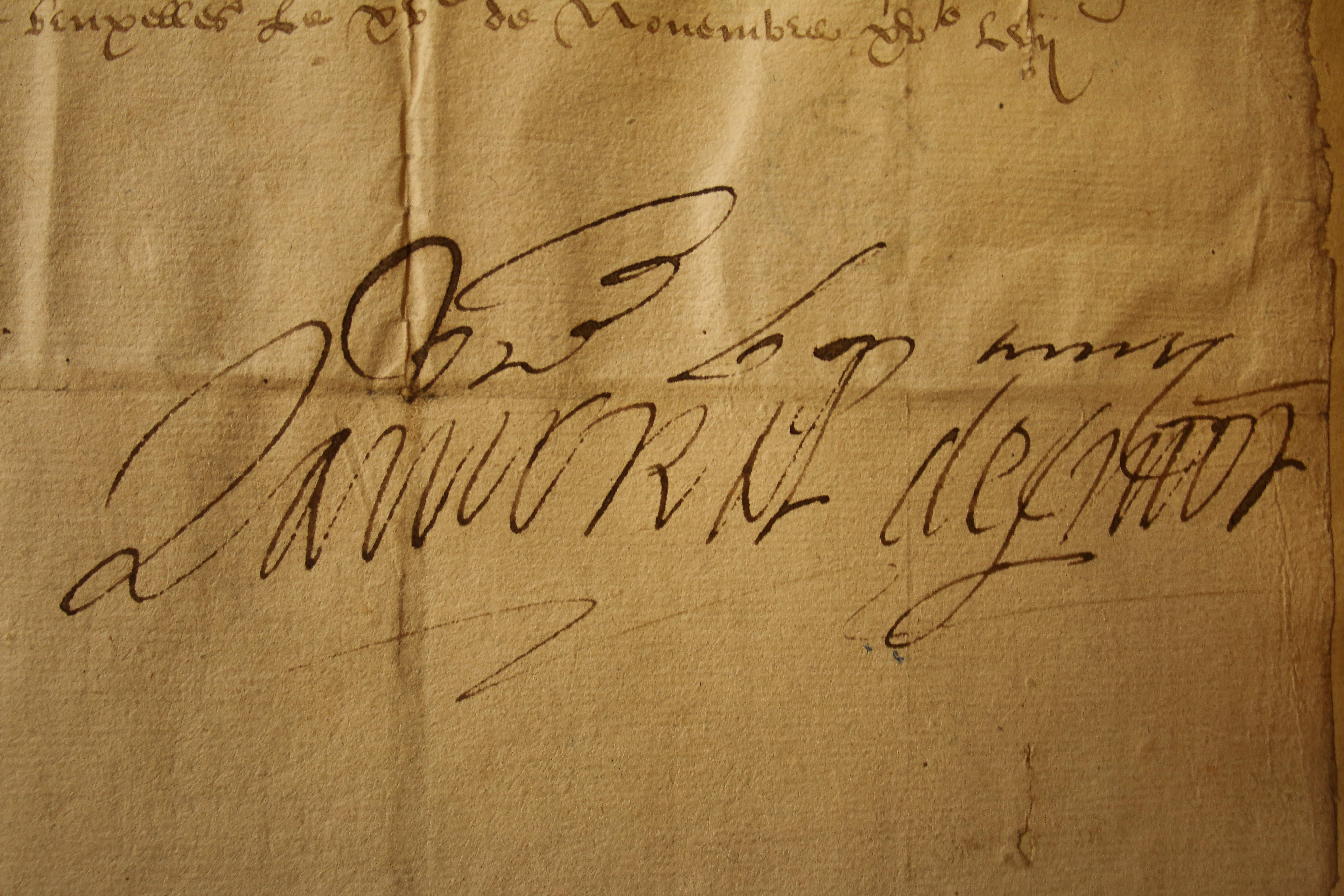
Handtekening Lamoraal: Lamoral degmont (1557)

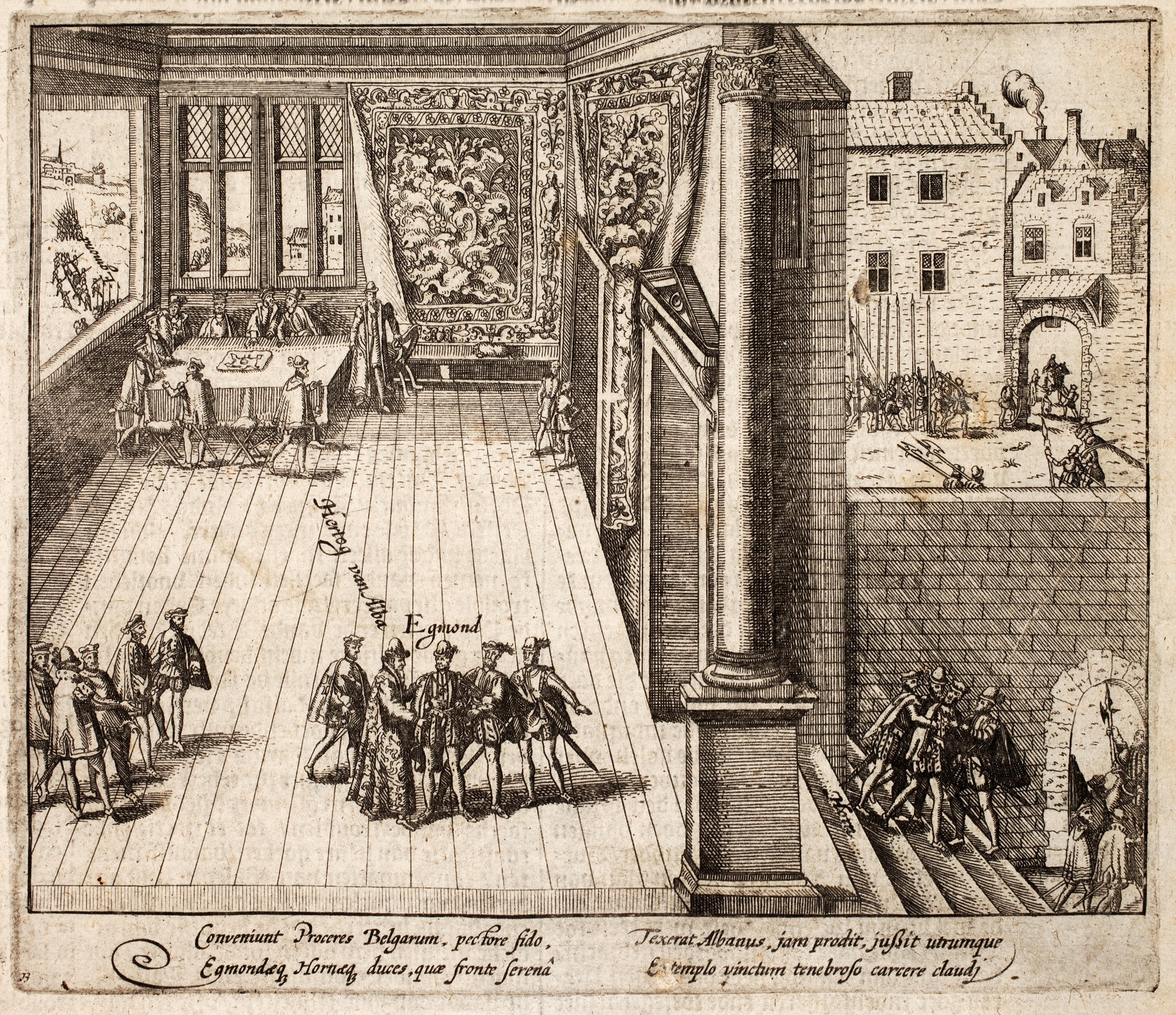
De hertog van Alva laat Egmont en Horne arresteren. (Pieter Christiaensz. Bor, 1621)

Lamoraal I van Gavere, graaf van Egmont (ook: Egmond) (Lahamaide (Elzele), 18 november 1522 - Brussel, 5 juni 1568) was een generaal en staatsman in de Zeventien Provinciën vlak voor het begin van de Tachtigjarige Oorlog (Nederlandse Opstand). In 1568 werden hij en de graaf van Horne op instigatie van Alva aangeklaagd wegens majesteitsschennis, rebellie en medeplichtigheid aan samenzwering, en ter dood veroordeeld. Beiden werden op de Grote Markt van Brussel publiekelijk terechtgesteld door onthoofding.  

## Levensloop
Lamoraal werd geboren op het kasteel van Lahamaide in Henegouwen. Hij was de vierde graaf van Egmont, elfde vrijheer van Purmerend, Purmerland en Ilpendam, heer van Hoog- en Aartswoud(e), Baer, Fiennes, en Zottegem, Armentiers, Lahamaide en Auxy en (vanaf 1553) de eerste prins van Gavere. Hij stamde uit het Huis Egmont, een van de rijkste en invloedrijkste families in de Nederlanden, voortgekomen uit de 'advocati' (= voogden) van de abdij van Egmond, die nabij hun kasteel stond.
Lamoraal was de zoon van Jan IV van Egmont en Francisca van Luxemburg. In 1528 overleed zijn vader. Na de dood van zijn vader stelde keizer Karel V twee neven van Jan IV, Maximiliaan van Egmont en George van Egmont, aan als voogden voor Lamoraal en zijn broer. Karel V voorzag ook in zijn levensonderhoud en Lamoraal werd page aan het keizerlijk hof in Spanje, waar hij een militaire opleiding kreeg. In 1541 besloot Karel V tot een veldtocht tegen de Barbarijse zeerovers. Als trouwe aanhangers van de keizer sloten Lamoraal en zijn broer zich bij zijn leger aan. Nadat zijn broer Karel I van Egmont overleed in 1541 in Cartagena na de slag bij Ras-Tafoura (Algiers), werd Lamoraal de vierde graaf van Egmont.

## Titels
In 1555 werden de hoge edelen van Holland vergeleken op hun heerlijkheden waarbij Egmont er 12 had (Nassau had er 18). Een echte opwaardering kwam erbij toen de graaf via zijn moeder het prinsdom Gavere in handen kreeg, sindsdien was hij én graaf én prins.
Hieronder een lijst met titels van Lamoraal van Egmont.
- Prins van Gavere
- Graaf van Egmont
- Vrijheer van Purmerend, Purmerland en Ilpendam
- Vrijheer van Ameland
- Heer van Hoog- en Aartswoud(e)
- Heer van Baer
- Heer van Heerlijkheid Fiennes
- Heer van Heerlijkheid Zottegem
- Heer van Heerlijkheid Lahamaide
- Heer van Heerlijkheid Dondes
- Heer van Armentières
- Heer van Auxy

## Kwartierstaat
| Willem IV van Egmont (1412-1483) | Willem IV van Egmont (1412-1483) | Willem IV van Egmont (1412-1483) | Willem IV van Egmont (1412-1483) | Willem IV van Egmont (1412-1483) | Willem IV van Egmont (1412-1483) | Walburga van Meurs             | Walburga van Meurs             | Walburga van Meurs             | Walburga van Meurs             | Walburga van Meurs            | Walburga van Meurs            |                               |                               | Georg III van Werdenberg-Sargans (1442-1481) | Georg III van Werdenberg-Sargans (1442-1481) | Georg III van Werdenberg-Sargans (1442-1481) | Georg III van Werdenberg-Sargans (1442-1481) | Georg III van Werdenberg-Sargans (1442-1481) | Georg III van Werdenberg-Sargans (1442-1481) | Catharina van Baden (1449-1484)      | Catharina van Baden (1449-1484)      | Catharina van Baden (1449-1484) | Catharina van Baden (1449-1484) | Catharina van Baden (1449-1484)        | Catharina van Baden (1449-1484)        |                                        |                                        | Jacobus I van Luxemburg-Fiennes (1426-1487) | Jacobus I van Luxemburg-Fiennes (1426-1487) | Jacobus I van Luxemburg-Fiennes (1426-1487) | Jacobus I van Luxemburg-Fiennes (1426-1487) | Jacobus I van Luxemburg-Fiennes (1426-1487)  | Jacobus I van Luxemburg-Fiennes (1426-1487)  | Maria van Berlaymont (1450-1529)             | Maria van Berlaymont (1450-1529)             | Maria van Berlaymont (1450-1529)             | Maria van Berlaymont (1450-1529)             | Maria van Berlaymont (1450-1529)            | Maria van Berlaymont (1450-1529)            |                                             |                                             | Johan V van der Aa (1458-1512)              | Johan V van der Aa (1458-1512)              | Johan V van der Aa (1458-1512) | Johan V van der Aa (1458-1512) | Johan V van der Aa (1458-1512) | Johan V van der Aa (1458-1512) | Maria van Auxy (1460-1500) | Maria van Auxy (1460-1500) | Maria van Auxy (1460-1500) | Maria van Auxy (1460-1500) | Maria van Auxy (1460-1500) | Maria van Auxy (1460-1500) |  |  |  |  |  |  |  |  |  |  |  |  |  |  |  |  |  |  |  |  |  |  |  |  |  |  |  |  |  |  |  |  |  |  |  |  |  |  |  |  |  |  |  |  |  |  |  |  |
| Willem IV van Egmont (1412-1483) | Willem IV van Egmont (1412-1483) | Willem IV van Egmont (1412-1483) | Willem IV van Egmont (1412-1483) | Willem IV van Egmont (1412-1483) | Willem IV van Egmont (1412-1483) | Walburga van Meurs             | Walburga van Meurs             | Walburga van Meurs             | Walburga van Meurs             | Walburga van Meurs            | Walburga van Meurs            |                               |                               | Georg III van Werdenberg-Sargans (1442-1481) | Georg III van Werdenberg-Sargans (1442-1481) | Georg III van Werdenberg-Sargans (1442-1481) | Georg III van Werdenberg-Sargans (1442-1481) | Georg III van Werdenberg-Sargans (1442-1481) | Georg III van Werdenberg-Sargans (1442-1481) | Catharina van Baden (1449-1484)      | Catharina van Baden (1449-1484)      | Catharina van Baden (1449-1484) | Catharina van Baden (1449-1484) | Catharina van Baden (1449-1484)        | Catharina van Baden (1449-1484)        |                                        |                                        | Jacobus I van Luxemburg-Fiennes (1426-1487) | Jacobus I van Luxemburg-Fiennes (1426-1487) | Jacobus I van Luxemburg-Fiennes (1426-1487) | Jacobus I van Luxemburg-Fiennes (1426-1487) | Jacobus I van Luxemburg-Fiennes (1426-1487)  | Jacobus I van Luxemburg-Fiennes (1426-1487)  | Maria van Berlaymont (1450-1529)             | Maria van Berlaymont (1450-1529)             | Maria van Berlaymont (1450-1529)             | Maria van Berlaymont (1450-1529)             | Maria van Berlaymont (1450-1529)            | Maria van Berlaymont (1450-1529)            |                                             |                                             | Johan V van der Aa (1458-1512)              | Johan V van der Aa (1458-1512)              | Johan V van der Aa (1458-1512) | Johan V van der Aa (1458-1512) | Johan V van der Aa (1458-1512) | Johan V van der Aa (1458-1512) | Maria van Auxy (1460-1500) | Maria van Auxy (1460-1500) | Maria van Auxy (1460-1500) | Maria van Auxy (1460-1500) | Maria van Auxy (1460-1500) | Maria van Auxy (1460-1500) |  |  |  |  |  |  |  |  |  |  |  |  |  |  |  |  |  |  |  |  |  |  |  |  |  |  |  |  |  |  |  |  |  |  |  |  |  |  |  |  |  |  |  |  |  |  |  |  |
|                                  |                                  |                                  |                                  |                                  |                                  |                                |                                |                                |                                |                               |                               |                               |                               |                                              |                                              |                                              |                                              |                                              |                                              |                                      |                                      |                                 |                                 |                                        |                                        |                                        |                                        |                                             |                                             |                                             |                                             |                                              |                                              |                                              |                                              |                                              |                                              |                                             |                                             |                                             |                                             |                                             |                                             |                                |                                |                                |                                |                            |                            |                            |                            |                            |                            |  |  |  |  |  |  |  |  |  |  |  |  |  |  |  |  |  |  |  |  |  |  |  |  |  |  |  |  |  |  |  |  |  |  |  |  |  |  |  |  |  |  |  |  |  |  |  |  |
|                                  |                                  |                                  |                                  | Jan III van Egmont (1438-1516)   | Jan III van Egmont (1438-1516)   | Jan III van Egmont (1438-1516) | Jan III van Egmont (1438-1516) | Jan III van Egmont (1438-1516) | Jan III van Egmont (1438-1516) |                               |                               |                               |                               |                                              |                                              | Magdalena van Werdenberg (1465-1538)         | Magdalena van Werdenberg (1465-1538)         | Magdalena van Werdenberg (1465-1538)         | Magdalena van Werdenberg (1465-1538)         | Magdalena van Werdenberg (1465-1538) | Magdalena van Werdenberg (1465-1538) |                                 |                                 |                                        |                                        |                                        |                                        |                                             |                                             |                                             |                                             | Jacobus II van Luxemburg-Fiennes (1480-1517) | Jacobus II van Luxemburg-Fiennes (1480-1517) | Jacobus II van Luxemburg-Fiennes (1480-1517) | Jacobus II van Luxemburg-Fiennes (1480-1517) | Jacobus II van Luxemburg-Fiennes (1480-1517) | Jacobus II van Luxemburg-Fiennes (1480-1517) |                                             |                                             |                                             |                                             |                                             |                                             | Maria van Brugge-Gruuthuse     | Maria van Brugge-Gruuthuse     | Maria van Brugge-Gruuthuse     | Maria van Brugge-Gruuthuse     | Maria van Brugge-Gruuthuse | Maria van Brugge-Gruuthuse |                            |                            |                            |                            |  |  |  |  |  |  |  |  |  |  |  |  |  |  |  |  |  |  |  |  |  |  |  |  |  |  |  |  |  |  |  |  |  |  |  |  |  |  |  |  |  |  |  |  |  |  |  |  |
|                                  |                                  |                                  |                                  | Jan III van Egmont (1438-1516)   | Jan III van Egmont (1438-1516)   | Jan III van Egmont (1438-1516) | Jan III van Egmont (1438-1516) | Jan III van Egmont (1438-1516) | Jan III van Egmont (1438-1516) |                               |                               |                               |                               |                                              |                                              | Magdalena van Werdenberg (1465-1538)         | Magdalena van Werdenberg (1465-1538)         | Magdalena van Werdenberg (1465-1538)         | Magdalena van Werdenberg (1465-1538)         | Magdalena van Werdenberg (1465-1538) | Magdalena van Werdenberg (1465-1538) |                                 |                                 |                                        |                                        |                                        |                                        |                                             |                                             |                                             |                                             | Jacobus II van Luxemburg-Fiennes (1480-1517) | Jacobus II van Luxemburg-Fiennes (1480-1517) | Jacobus II van Luxemburg-Fiennes (1480-1517) | Jacobus II van Luxemburg-Fiennes (1480-1517) | Jacobus II van Luxemburg-Fiennes (1480-1517) | Jacobus II van Luxemburg-Fiennes (1480-1517) |                                             |                                             |                                             |                                             |                                             |                                             | Maria van Brugge-Gruuthuse     | Maria van Brugge-Gruuthuse     | Maria van Brugge-Gruuthuse     | Maria van Brugge-Gruuthuse     | Maria van Brugge-Gruuthuse | Maria van Brugge-Gruuthuse |                            |                            |                            |                            |  |  |  |  |  |  |  |  |  |  |  |  |  |  |  |  |  |  |  |  |  |  |  |  |  |  |  |  |  |  |  |  |  |  |  |  |  |  |  |  |  |  |  |  |  |  |  |  |
|                                  |                                  |                                  |                                  |                                  |                                  |                                |                                |                                |                                | Jan IV van Egmont (1499-1528) | Jan IV van Egmont (1499-1528) | Jan IV van Egmont (1499-1528) | Jan IV van Egmont (1499-1528) | Jan IV van Egmont (1499-1528)                | Jan IV van Egmont (1499-1528)                |                                              |                                              |                                              |                                              |                                      |                                      |                                 |                                 |                                        |                                        |                                        |                                        |                                             |                                             |                                             |                                             |                                              |                                              |                                              |                                              |                                              |                                              | Francisca van Luxemburg (overleden in 1557) | Francisca van Luxemburg (overleden in 1557) | Francisca van Luxemburg (overleden in 1557) | Francisca van Luxemburg (overleden in 1557) | Francisca van Luxemburg (overleden in 1557) | Francisca van Luxemburg (overleden in 1557) |                                |                                |                                |                                |                            |                            |                            |                            |                            |                            |  |  |  |  |  |  |  |  |  |  |  |  |  |  |  |  |  |  |  |  |  |  |  |  |  |  |  |  |  |  |  |  |  |  |  |  |  |  |  |  |  |  |  |  |  |  |  |  |
|                                  |                                  |                                  |                                  |                                  |                                  |                                |                                |                                |                                | Jan IV van Egmont (1499-1528) | Jan IV van Egmont (1499-1528) | Jan IV van Egmont (1499-1528) | Jan IV van Egmont (1499-1528) | Jan IV van Egmont (1499-1528)                | Jan IV van Egmont (1499-1528)                |                                              |                                              |                                              |                                              |                                      |                                      |                                 |                                 |                                        |                                        |                                        |                                        |                                             |                                             |                                             |                                             |                                              |                                              |                                              |                                              |                                              |                                              | Francisca van Luxemburg (overleden in 1557) | Francisca van Luxemburg (overleden in 1557) | Francisca van Luxemburg (overleden in 1557) | Francisca van Luxemburg (overleden in 1557) | Francisca van Luxemburg (overleden in 1557) | Francisca van Luxemburg (overleden in 1557) |                                |                                |                                |                                |                            |                            |                            |                            |                            |                            |  |  |  |  |  |  |  |  |  |  |  |  |  |  |  |  |  |  |  |  |  |  |  |  |  |  |  |  |  |  |  |  |  |  |  |  |  |  |  |  |  |  |  |  |  |  |  |  |
|                                  |                                  |                                  |                                  |                                  |                                  |                                |                                |                                |                                |                               |                               |                               |                               |                                              |                                              |                                              |                                              |                                              |                                              |                                      |                                      |                                 |                                 |                                        |                                        |                                        |                                        |                                             |                                             |                                             |                                             |                                              |                                              |                                              |                                              |                                              |                                              |                                             |                                             |                                             |                                             |                                             |                                             |                                |                                |                                |                                |                            |                            |                            |                            |                            |                            |  |  |  |  |  |  |  |  |  |  |  |  |  |  |  |  |  |  |  |  |  |  |  |  |  |  |  |  |  |  |  |  |  |  |  |  |  |  |  |  |  |  |  |  |  |  |  |  |
|                                  |                                  |                                  |                                  |                                  |                                  |                                |                                |                                |                                |                               |                               |                               |                               |                                              |                                              |                                              |                                              |                                              |                                              |                                      |                                      |                                 |                                 |                                        |                                        |                                        |                                        |                                             |                                             |                                             |                                             |                                              |                                              |                                              |                                              |                                              |                                              |                                             |                                             |                                             |                                             |                                             |                                             |                                |                                |                                |                                |                            |                            |                            |                            |                            |                            |  |  |  |  |  |  |  |  |  |  |  |  |  |  |  |  |  |  |  |  |  |  |  |  |  |  |  |  |  |  |  |  |  |  |  |  |  |  |  |  |  |  |  |  |  |  |  |  |
|                                  |                                  |                                  |                                  |                                  |                                  |                                |                                |                                |                                |                               |                               |                               |                               | Margaretha van Egmont (1517-1554)            | Margaretha van Egmont (1517-1554)            | Margaretha van Egmont (1517-1554)            | Margaretha van Egmont (1517-1554)            | Margaretha van Egmont (1517-1554)            | Margaretha van Egmont (1517-1554)            |                                      |                                      |                                 |                                 | Karel I van Egmont (overleden in 1541) | Karel I van Egmont (overleden in 1541) | Karel I van Egmont (overleden in 1541) | Karel I van Egmont (overleden in 1541) | Karel I van Egmont (overleden in 1541)      | Karel I van Egmont (overleden in 1541)      |                                             |                                             |                                              |                                              | Lamoraal van Egmont (1522-1568)              | Lamoraal van Egmont (1522-1568)              | Lamoraal van Egmont (1522-1568)              | Lamoraal van Egmont (1522-1568)              | Lamoraal van Egmont (1522-1568)             | Lamoraal van Egmont (1522-1568)             |                                             |                                             |                                             |                                             |                                |                                |                                |                                |                            |                            |                            |                            |                            |                            |  |  |  |  |  |  |  |  |  |  |  |  |  |  |  |  |  |  |  |  |  |  |  |  |  |  |  |  |  |  |  |  |  |  |  |  |  |  |  |  |  |  |  |  |  |  |  |  |

## Huwelijk en nageslacht
Lamoraal huwde op 8 mei 1544 in Spiers met Sabina van Beieren (1528-1578), dochter van Johan II van Palts-Simmern en Beatrix van Baden, waarmee hij zijn rijkdom nog verder vergrootte. Het luisterrijke huwelijk werd ingezegend door de aartsbisschop van Lünden. Onder de gasten waren Karel V, Ferdinand van Oostenrijk en  de hertogen van Cleve en van Saksen. 
Het echtpaar kreeg 12 kinderen, van wie een talrijk nageslacht, (waaronder de Belgische koninklijke familie): 
- Eleonora
- Maria
- Francisca
- Magdalena
- Maria Christina, de moeder van Alexander van Bournonville
- Isabella
- Filips
- Anna
- Sabina
- Johanna
- Lamoraal II
- Karel, die geboren werd tijdens Egmonts gevangenschap, en die hij niet heeft kunnen zien.

## Loopbaan
Aan het eind van de 3e Gelderse Successieoorlog, in 1543, verwoestte een Habsburgse strijdmacht onder leiding van Lamoraal van Egmont de toen Gelderse en nu Duitse stad Düren. Door de stad in brand te laten steken en inwoners voor een belangrijk deel te laten vermoorden, stelde hij een voorbeeld. Hij was in zoverre succesvol dat de andere Gelderse steden zich overgaven en er zo een einde aan deze oorlog kwam.
Egmont werd tijdens het kapittel van Utrecht op 17 januari 1546 benoemd tot ridder van het Gulden Vlies. Hij nam in 1546 deel aan de Schmalkaldische Oorlog tegen het Schmalkaldisch Verbond. In 1549 begeleidde hij de toenmalige Spaanse kroonprins Filips bij zijn rondreis in de Nederlanden. In 1550 was hij te gast op het Kasteel van Turnhout. In 1552 werd hij tijdelijk gouverneur-generaal van Luxemburg en was hij als kolonel van twee cavalerieregimenten betrokken bij de mislukte belegering van Metz. In 1554 werd Lamoraal door Karel V naar Engeland en Spanje gestuurd om te onderhandelen over een huwelijk van Filips met de Engelse koningin Maria I van Engeland. Op 17 november 1555 werd Lamoraal lid van de Raad van State. In 1557 begon Egmont met de bedijking van het gebied aan de Oude Maas, dat naar zijn vrouw, Sabina van Beieren, Beierland werd genoemd. In dienst van het Spaanse leger versloeg Lamoraal de Fransen achtereenvolgens in Saint-Quentin (1557) en Grevelingen (1558). Als beloning voor zijn trouw werd Egmont in 1559 benoemd tot stadhouder van de graafschappen Vlaanderen en Artesië en tot gouverneur van de Gentse citadel. In 1561 liet Lamoraal een familiegrafmonument maken (onder andere voor zijn moeder Francisca van Luxemburg) in de Zottegemse Onze-Lieve-Vrouw-Hemelvaartkerk.

### Verzet tegen Granvelle
Als edelman maakte Egmont deel uit van de Raad van State. Samen met Willem van Oranje en de graaf van Horne (Driemanschap of Ligue der Groten, 1562) verzette hij zich tegen kardinaal Antoine Perrenot Granvelle, bisschop van Atrecht, die de inquisitie invoerde in Vlaanderen. In een brief aan Filips II (11 maart 1563) bood het Driemanschap hun ontslag aan als Granvelle niet zou vertrekken. Na het vertrek van Granvelle in 1564 verzoende Egmont zich opnieuw met de koning. Op aandringen van de Raad van State vertrok Egmont in 1565 naar Spanje (Madrid en Aranjuez) om Filips II de verlangens van de hoge adel en hun ongenoegen over de situatie in de Nederlanden over te brengen. Egmont meende dat hij de koning overtuigd had wat betreft de rol van de hoge adel in het landsbestuur en de verzachting van de religieuze vervolging, maar hij vergiste zich zwaar. Filips had integendeel besloten de hoge adel uit te schakelen. Na Egmonts terugkeer bleek uit brieven van de koning (Brieven uit het bos van Segovia) dat Filips II terugkwam op zijn beloftes.

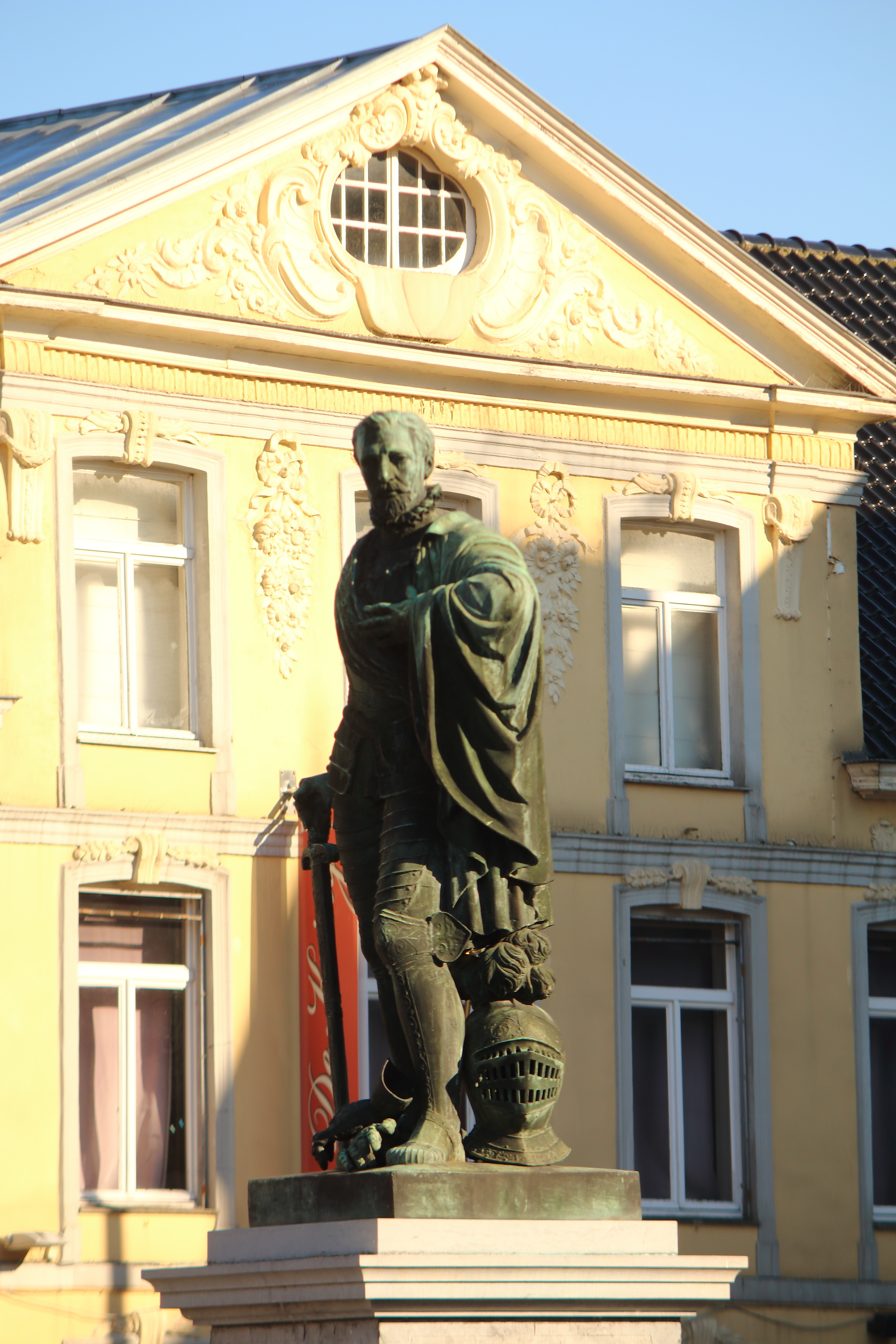
Standbeeld van Egmont op de Markt van Zottegem

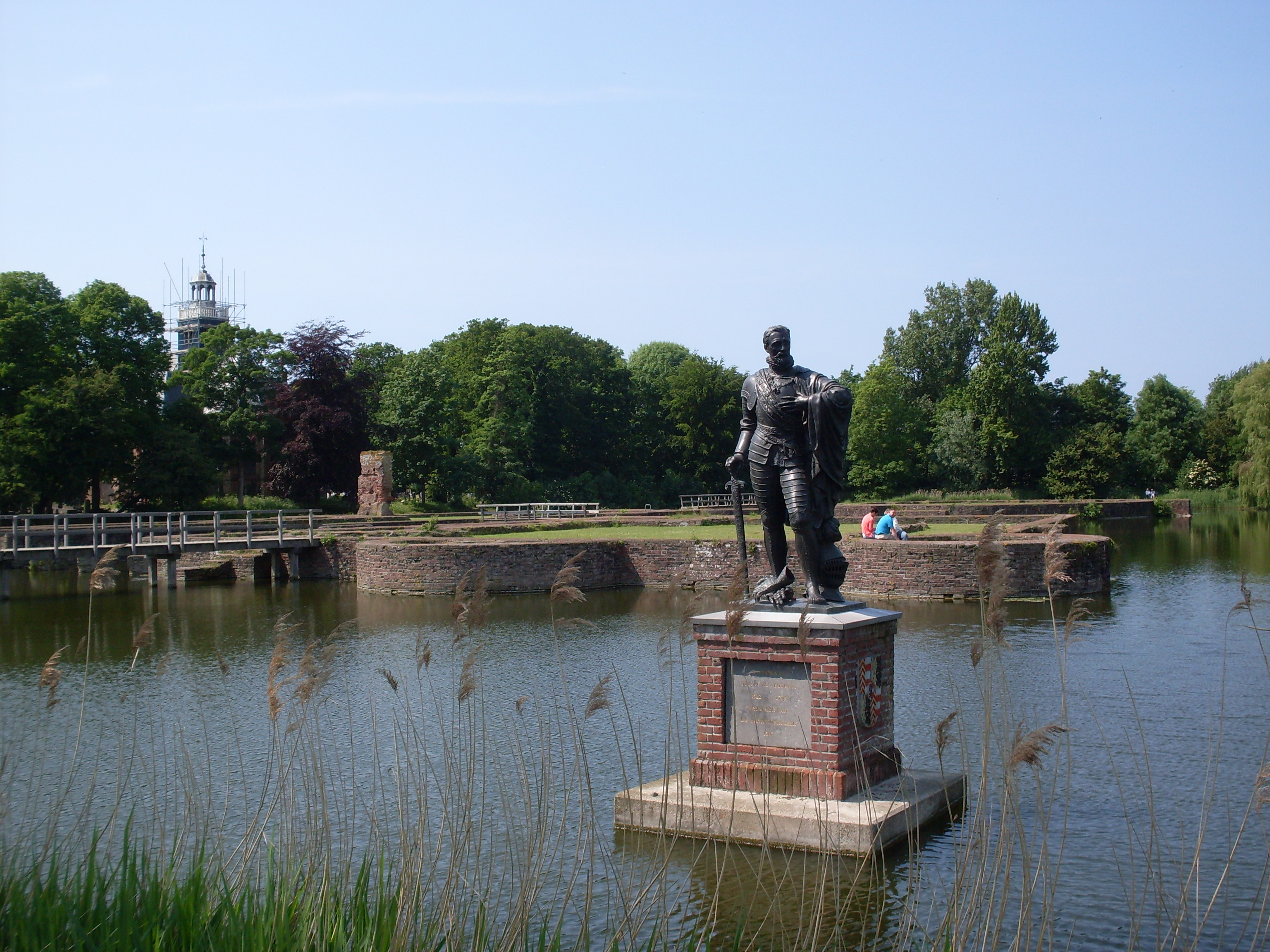
Standbeeld van Egmont bij Kasteel Egmond in Egmond aan den Hoef

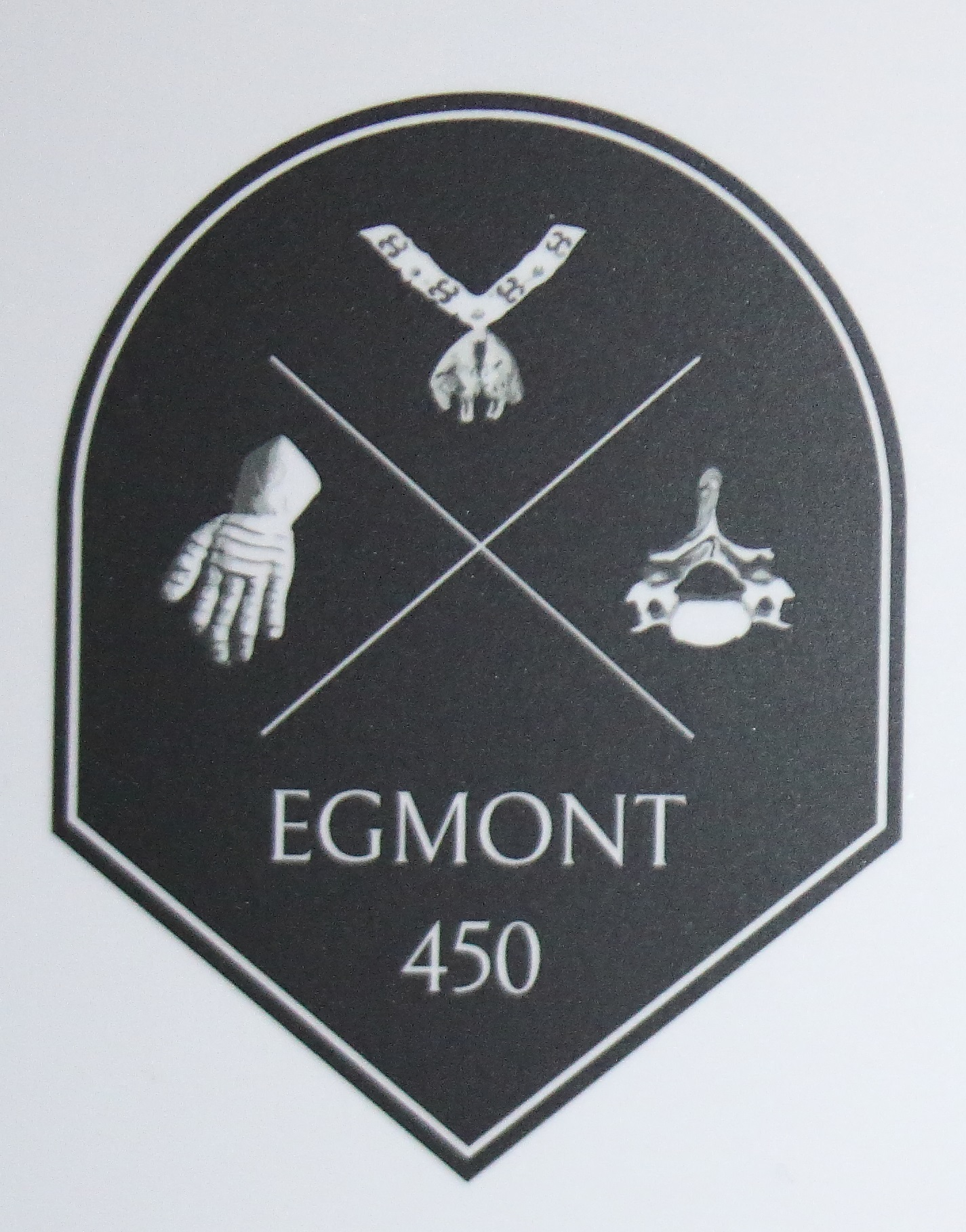
Logo Egmontjaar 2018 Zottegem

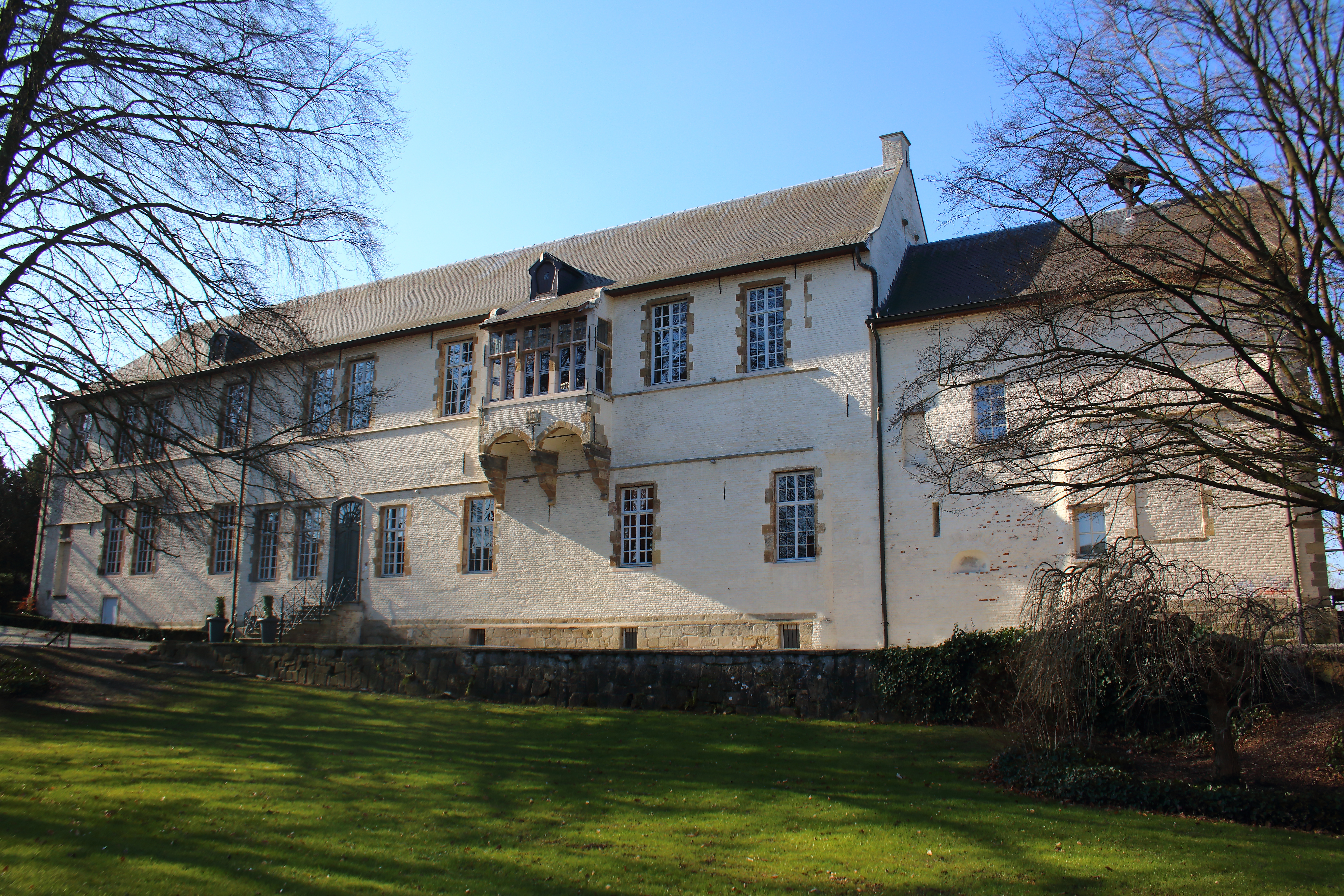
Egmontkasteel in het Egmontpark in Zottegem

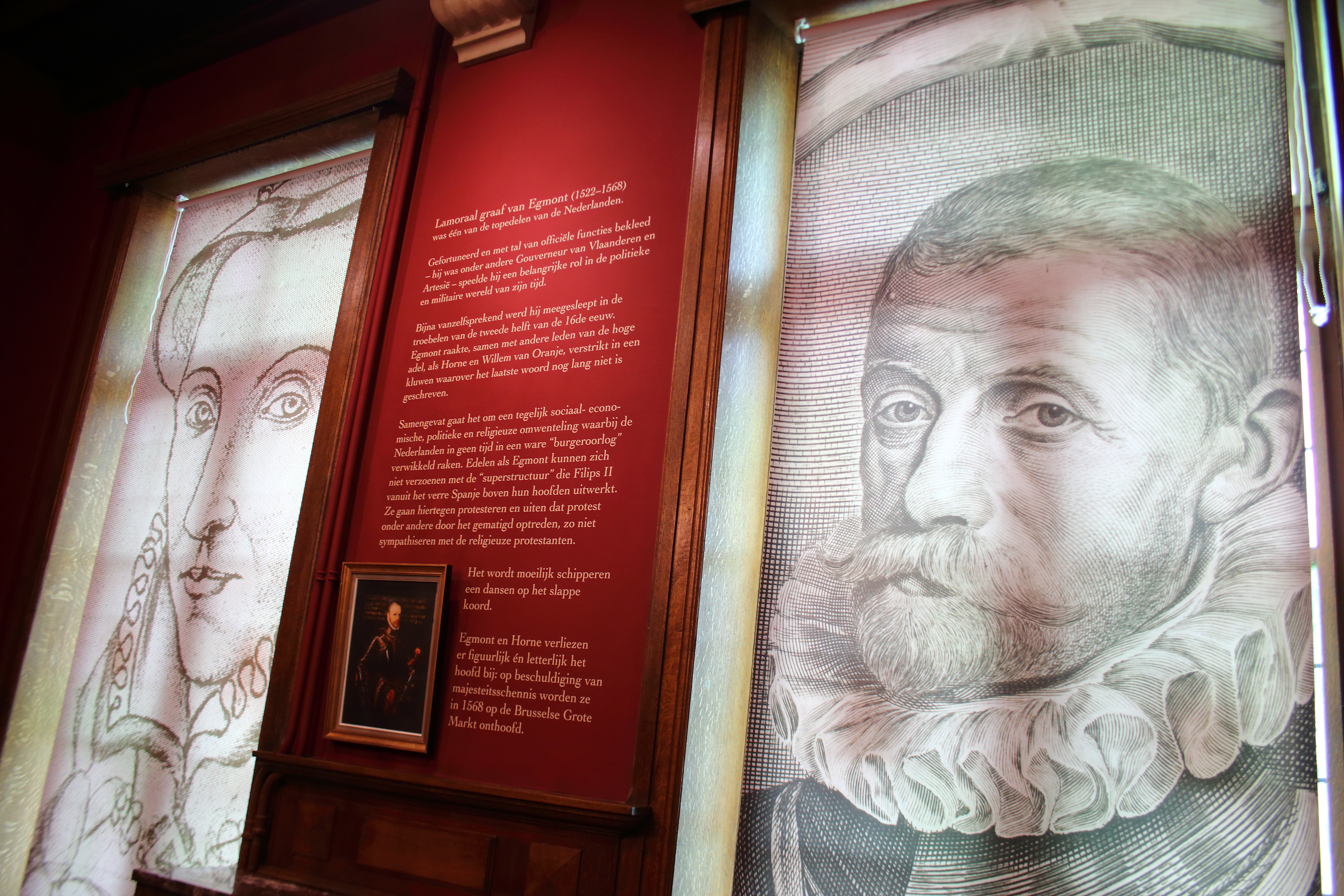
Egmontkamer in het stadhuis van Zottegem

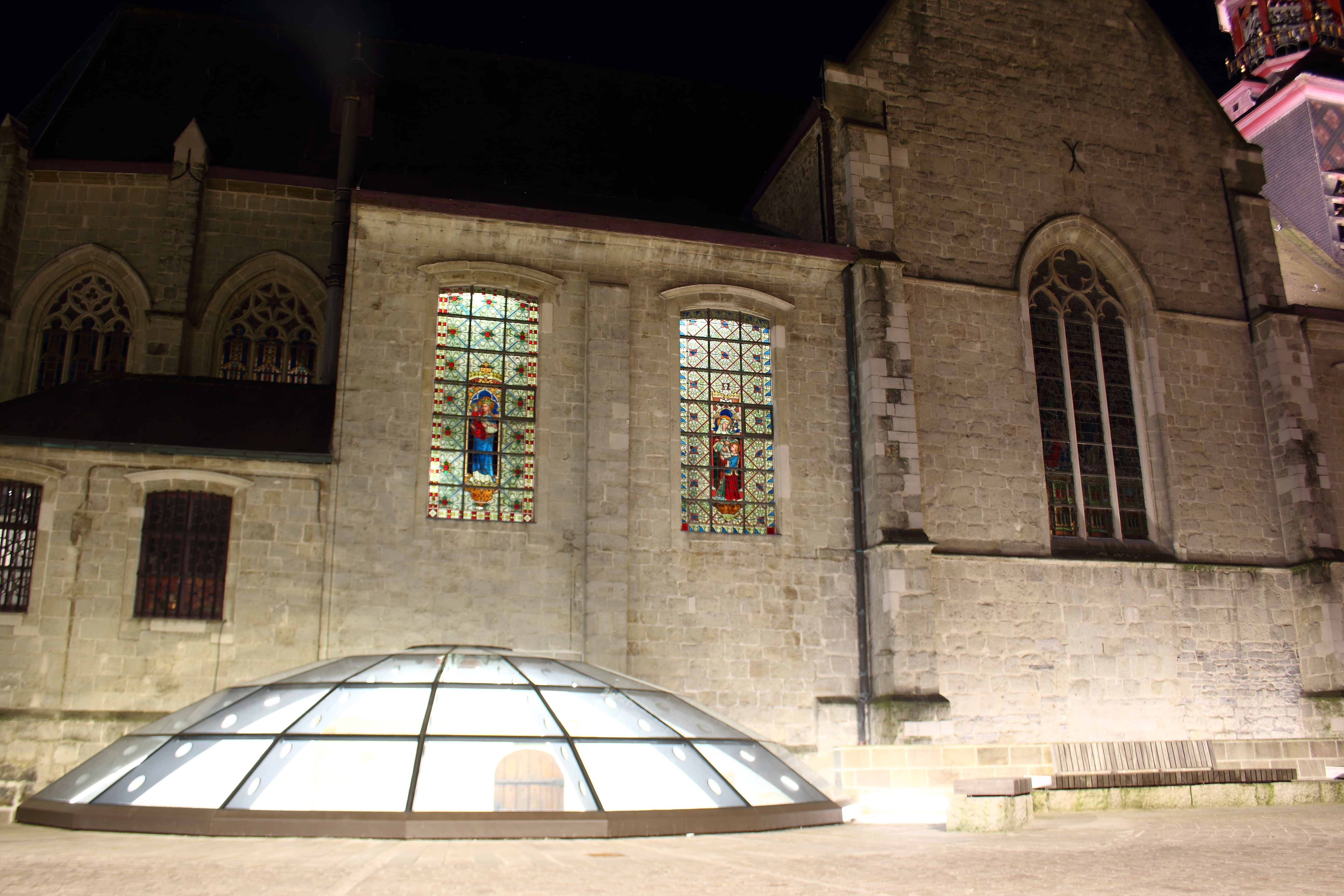
Egmontcrypte op de Markt in Zottegem

Wapen van Lamoraal van Egmont

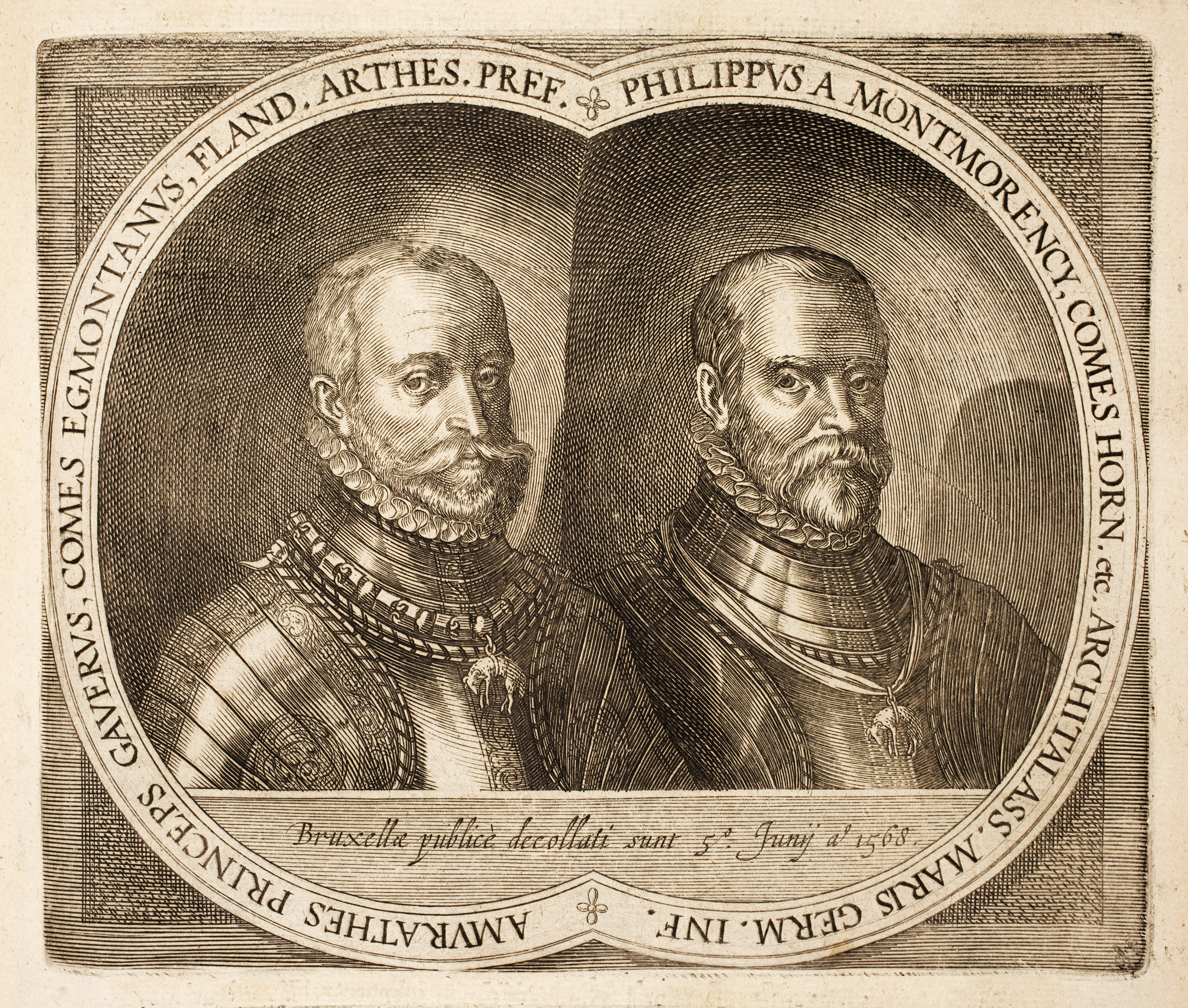
Egmont en Horne, uit Pieter Christiaensz. Bor: Nederlantsche oorloghen, 1621

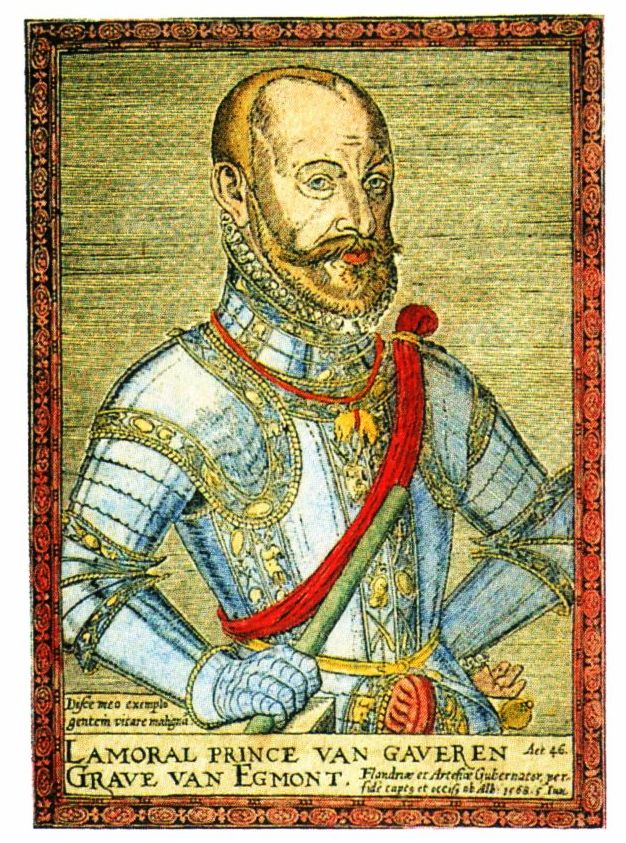
Egmont

Samen met de graaf van Megen lichtte Egmont de landvoogdes Margaretha in over het Eedverbond der Edelen. Op 5 april 1566 overhandigde hij mede het Smeekschrift der Edelen aan Margaretha. Kort daarna brak de Beeldenstorm (10 augustus 1566) uit en werd het verzet tegen de Spaanse overheersing in de Nederlanden groter. In september 1566 verhuisde Lamoraal van het Egmontpaleis in Brussel naar het Egmontkasteel in Zottegem. Als overtuigd katholiek keurde Egmont de Beeldenstorm ten zeerste af en hij zwoer op 17 februari andermaal trouw aan de Spaanse koning, hoewel hij tegelijkertijd ook probeerde de repressie tegen de protestanten te verzachten. Hij nam afstand van de radicale Brederode en stelde in het voorjaar van 1567 broodnodige troepen ter beschikking, die de geuzen versloegen in Oosterweel en het calvinistisch bestuurde Valenciennes heroverden. Hoewel hij op deze manier zijn loyaliteit had getoond en landvoogdes Margaretha van Parma de opstand onder controle leek te hebben, stuurde Filips II de hertog van Alva naar de Nederlanden.

### Gevangenschap en onthoofding
Terwijl Willem van Oranje besloot de Nederlanden te ontvluchten, bleven Egmont en Horne ter plaatse. Een paar weken na zijn aankomst liet Alva de graaf van Egmont, zijn secretaris Jan van Casembroot en de graaf van Horne onder een vals voorwendsel - Alva had een overleg aangekondigd om bij een maaltijd over de situatie te praten - arresteren (9 september 1567). Direct na hun arrestatie werden ze naar Gent overgebracht en in het Spanjaardenkasteel opgesloten. Daar werd Egmont op 12 en 13 november ondervraagd door Juan de Vargas en Louis del Rio, kopstukken van de Raad van  Beroerten, die hiervoor een bijzondere volmacht hadden gekregen.
Egmont beriep zich vruchteloos op zijn voorrechten als ridder van de Orde van het Gulden Vlies. Na de arrestatie trachtte zijn echtgenote, Sabina van Beieren, zijn onschuld te bewijzen en steun voor vrijlating te vinden; ze schreef brieven aan Filips II van Spanje, aan de Spaanse koningin, aan de portugese edelman Ruy Gómez de Silva, aan koningin Elizabeth I van Engeland en aan keizer Maximiliaan II. Ondanks de vele pogingen om zijn onschuld te bewijzen, werd Lamoraal wegens hoogverraad in december voor de Raad van Beroerten gebracht. Ook werden alle brieven ongeopend teruggestuurd. Hoewel Egmont tot het einde toe katholiek bleef en trouw aan de Spaanse koning, werd hij samen met Horne op last van Alva ter dood veroordeeld. Op 5 juni 1568 werden de edellieden op de Grote Markt van Brussel geëxecuteerd. De onthoofding van Egmont en Horne leidde tot groot protest in de Nederlanden en wordt wel beschouwd als het begin van de gewapende Nederlandse Opstand en de Tachtigjarige Oorlog tegen de Spanjaarden.
Willem van Oranje trok lering uit de situatie en werd als Willem de Zwijger de spil van het verzet tegen de koning. Toenadering kwam er met de Unie van Brussel, maar toen de Franstalige gewesten zich min of meer achter de koning schaarden met de Unie van Atrecht ten koste van de eenheid van de Nederlanden (waarbij de Nederlandstalige Nederlanden zich verenigden in de Unie van Utrecht), was het hek van de dam, en koos het verzet rond Willem van Oranje voor een strategie buiten de Spaanse context, hetgeen later zou leiden tot het Plakkaat van Verlatinghe en de onafhankelijkheid van de Republiek der Zeven Verenigde Nederlanden.

## Waardering
De levensloop van Lamoraal en zijn tragische levenseinde vonden onmiddellijk weerklank. De werken die aan Egmont werden toegeschreven, waren nogal eens gebaseerd op onvolledig bronnenonderzoek zonder toepassing van historische kritiek. Hierdoor volgden ze vaak de mode van hun tijd en zagen ze Egmonts (gemythologiseerde en geromantiseerde) leven vooral in het licht van de politieke actualiteit van dat ogenblik.
De terechtstelling werd in talrijke prenten en medailles afgebeeld en in de 16e eeuw in geuzenliederen bezongen. Er bleven ook verschillende portretten van Egmont bewaard, onder andere in de Koninklijke Musea voor Schone Kunsten.
Ook in de literatuur en geschiedschrijving (Thuanus, Strada, Bentivoglio) werd Lamoraal veelvuldig vermeld. Tijdgenoten van Lamoraal omschreven hem als volgt: een schoon man van lichaem, van coninclijce maniere (Anthonius Hovaeus), een grote man met een mooi statuur, goedhartig, verstandig en met een zeer goed geheugen, liefhebber van de valkenjacht (Pierre de Bourdeilles), le plus beau, le plus fort de corps et de courage [...] terrible et soudain en sa colère [...] fort peu versé aux lettres, grossier et ignorant en matière de Estat (Pontus Payen). Michel de Montaigne schreef in de Essais over cette tragédie que le duc d'Albe nous fit voir à Bruxelles, net als Pieter Christiaenszoon Bor in zijn 'Nederlantsche Oorloghen', Pieter Corneliszoon Hooft in zijn Nederlandsche Historien en Emanuel Van Meteren in zijn 'Historie der Neder-landscher ende haerder na-buren oorlogen'. 
In de achttiende eeuw schreven Voltaire (Henriade, 1723), Goethe (Über Egmont, Trauerspiel, 1787) en Schiller (Don Carlos, 1787 en Des Grafen Lamoral von Egmont Leben und Tod, 1789) over Egmonts leven. Het muziekstuk Egmont van Beethoven uit 1810 verspreidde Egmonts verhaal nog verder. 
Tijdens het Verenigd Koninkrijk der Nederlanden (1816-1830) werd onder Willem I vooral de strijd van Egmont tegen Filips II in de verf gezet. Na 1830 werd Egmont door het pas ontstane België opgevoerd als nationale held die de nieuwe staat historisch moest onderbouwen (hoewel er tussen liberalen en katholieken hevige debatten werden gevoerd over Egmont als 'vrijheidsstrijder' dan wel als zwakke 'landverrader'). 
Lamoraals levensloop werd in gedichten (La mort du comte d'Egmont, Auguste Clavareau (1820), Egmont en Hoorne, Hendrik Tollens (1806), Prijsverzen op de dood van Egmont, Prudens Van Duyse (1839), Essais Poétiques, Charles Hippolyte Vilain XIIII (1843)), toneelstukken (De Dood van Egmont, Frans Van Geert (1853) en De Vrouw van Egmont, Eugeen Zetternam (1859)) en historische werken (onder andere Ontdekking van het graf des graven van Egmond, M.J. De Bast (1819), Eloge du comte d'Egmont, Brunelle (1820), Eloge historique du comte d'Egmont, P. Laitat, Jan-Robert Calloigne (1824), Le procès du comte d'Egmont avec pièces justificatives, De Bavay (1853), Le comte d'Egmont et de Hornes d'après des documents authentiques et inédits, Juste (1862), Histoire du procès et de la mort de Lamoral comte d'Egmont, Van Damme (1869)) bezongen. 
Er werden standbeelden opgericht (in 1864 in Brussel en in 1872 in Zottegem) en romantische historiestukken geschilderd (Uitspraak van de doodstraf van Egmont en Horne, Laatste biecht van Egmont, Bisschop Rythovius zegent Egmonts lichaam en Laatste eerbewijzen aan Egmont en Horne door Louis Gallait, Egmont neemt afscheid van zijn echtgenote door Adèle Kindt, De Laatste ogenblikken van Lamoraal (1836) door Jean-Baptiste De Roy). In de Belgische Senaat staat Egmont afgebeeld op een schilderij van Jacques de Lalaing.

## Sporen van Egmont
De resten van de graaf van Egmont liggen, samen met die van zijn vrouw Sabina van Beieren († 1578), begraven in de Egmontcrypte van de Onze-Lieve-Vrouw-Hemelvaartkerk op de Markt van de 'Egmontstad' Zottegem. De gekliefde halswervel van Egmont bevindt zich sinds 1984 in een schrijn in de raadzaal van het stadhuis van Zottegem op de Markt, waar ook twee schilderijen naar hem verwijzen: Laatste eerbewijzen aan Egmont en Horne (1882) van Louis Gallait en Het kasteel Egmond aan den Hoef (circa 1580) van de 16e-eeuwse Noord-Hollandse meester Gillis De Saen. In datzelfde Zottegemse stadhuis is sinds 2018 een Egmontkamer ingericht waar allerlei historische objecten rond Lamoraal worden tentoongesteld, waaronder de harten van Lamoraal en van zijn zonen Karel († 1620) en Filips († 1590) (die zich tussen 1952 en 2008 in het rijksarchief van Ronse bevonden). In Zottegem staat in het Egmontpark ook het Egmontkasteel (Egmont liet er de 'Ridderzaal' met erker inrichten) dat sinds 1964 een beschermd monument is. Op de Markt van Zottegem staat sinds 1872 een standbeeld van Lamoraal van Egmont van de hand van Jan-Robert Calloigne. Het huidige is een bronzen kopie van het originele gietijzeren beeld dat in 1968 verhuisde naar het Egmontpark, aan de Graaf van Egmontstraat voor het Egmontkasteel.
In 1997 werd een kopie van het standbeeld van Lamoraal van Egmont geplaatst aan de slotgracht in Egmond aan den Hoef. Daar staan de ruïnes en de slotkapel van Kasteel Egmond, het stamslot van het Huis Egmont. Aan het slot ligt bezoekerscentrum 'Huys Egmont' waarin objecten rond Egmont worden geëxposeerd.
Sinds 1879 staat er een standbeeld van Egmont en Horne van de hand van Charles-Auguste Fraikin op de Zavel in Brussel; het standbeeld stond voorheen (vanaf 1864) voor het Broodhuis op de Grote Markt. De studie voor het standbeeld staat op de zolder van de Lakenhal van Herentals.
In Brussel bevindt zich ook het Egmontpaleis dat moeder Francisca van Luxemburg en Lamoraal lieten optrekken, met vlakbij het Egmontpark.
Sinds 1939 staat Egmont afgebeeld op een gebrandschilderd raam in het oude Raadhuis van Oud-Beijerland, sinds 1959 wordt hij er ook herdacht met een plaquette (hoek Oostdijk/Koninginneweg) en sinds 2016 met een muurschildering (Bierkade). Ook in Weert (Muntpassage) staat Lamoraal van Egmont afgebeeld op een muurschildering. In Gavere staat Lamoraal als prins van Gavere afgebeeld op het gemeentehuis.
Egmont was een tijdlang (1565 - 1568) eigenaar van het kasteel van Gaasbeek, dat hij kon kopen omdat de eigenaarsfamilie Van Horne in de schulden zat , waar nog een 'Egmonttrap' is, een brasserie 'Graaf (van Egmond)' en een Lamoraal van Egmontdreef in het kasteelpark. In de Egmontkamer van het kasteel hangen een reproductie van Laatste eerbewijzen aan Egmont en Horne door Jules Messiaen en de moderne fotoversie door Erwin Olaf, De Laatste ogenblikken van de graaf van Egmont door Louis Gallait en een anoniem Egmontportret. Egmont was via zijn moeder ook eigenaar van het Brugse Hof Bladelin. Van het kasteel van Lahamaide waar Lamoraal geboren werd blijft enkel de schuur nog over. Tot 2008 was in het Gentse Hof van Fiennes aan de Korenlei restaurant 'graaf van Egmond' gevestigd, een verwijzing naar het pand dat Lamoraal via zijn moeder Francisca van Luxemburg erfde en waar hij in 1556 en 1559 verbleef. In de Gentse Sint-Baafskathedraal staat Lamoraals wapenschild in olieverf op een paneel afgebeeld.

## In huidige cultuur

Lamoraal van Egmont, gravure uit 1729

De figuur van Lamoraal van Egmont komt veelvuldig voor in de huidige cultuur:
- Egmont is vereeuwigd in een toneelstuk door Goethe (genaamd Egmont, 1788). Beethoven schreef toneelmuziek bij dit drama (1810), waarvan de 'Egmont-ouverture' nog vaak gespeeld wordt. Zo brachten Jan Decleir, Peter Van den Begin en het Antwerp Symphony Orchestra in 2018 het stuk Egmont.[55] In 2019 werd het stuk uitgevoerd (in een door Eric-Emmanuel Schmitt herschreven versie) door het Nationaal Orkest van België in BOZAR.[56] In 2022 voerden Jan Decleir, I SOLISTI Belgian wind ensemble Antwerp en het Vlaams Radiokoor het stuk Egmont op[57].
- Moeder Francisca van Luxemburg en Lamoraal hebben het Egmontpaleis aan het Egmontpark in Brussel laten bouwen, waar in 1977 het Egmontpact werd ondertekend. Ook de denktank Egmontinstituut (Egmont – Koninklijk Instituut voor Internationale Betrekkingen) werd ernaar vernoemd.[58]
- Onder andere in Zottegem, Egmond aan den Hoef, Gent, Gaasbeek, Antwerpen, Nevele, Oostkamp, Mechelen, Brussel, Seraing, Castricum, Oud-Beijerland, Zuid-Beijerland , Nieuw-Beijerland, Vlaardingen, Alkmaar, Berkel en Rodenrijs, Weert, Horn, Den Haag (Scheveningen), Zoetermeer, Kampen, Hoogwoud, Woudrichem, Bergen, Saint-Pol-sur-Ternoise, Sickenhausen, Wald (Solingen), Sudenburg (Maagdenburg) en Porz (Keulen) zijn straten naar hem vernoemd, net zoals het Egmontpark in Brussel en het Egmontpark in Zottegem. Ook heel wat horecazaken,[59] evenementen (Egmonttasting, Egmontrock, Egmontcup, Egmonts winterdorp, Egmont Cycling Race), Scouting Purmerend, muziekvereniging 'Lamoraal van Egmont' en tandzorg Lamoraal uit Egmond, woonzorgcentrum WZC Egmont, lokaal dienstencentrum LDC Egmont, postzegelclub Egmont, BNI Zottegem Egmont [60], wandelclub WSV Egmont, tafeltennisclub TTC Egmont uit Zottegem, KSV Sottegem-supportersvereniging Egmont Army, BuSo Egmont en Hoorn in Gavere[61][62] en het Koninklijk Atheneum Zottegem zijn naar hem vernoemd.
- Sinds de ontdekking ervan door Belgisch astronoom Eric Walter Elst in 1993 draagt planetoïde (13097) de naam 'Lamoraal' ter ere van Egmont.[63]
- Sinds 2018 is er in Zottegem een lusvormige Egmontroute[64] voor fietsers, die verschillende historische plekken aandoet die met de graaf verbonden zijn. Ze vervangt de voormalige bewegwijzerde Egmontroute van Toerisme Oost-Vlaanderen.
- In Oud-Beijerland (Bierkade)[44][65] en Zottegem[66] (Noordstraat) werden muurschilderingen aangebracht over Lamoraal. Egmont staat ook mee afgebeeld op een muurschildering in Weert (Muntpassage).[45]
- Ter gelegenheid van het 450-jarig bestaan van Oud-Beijerland werd in 2009 de  herdenkingsmunt het Lamoraaltje geslagen met daarop een beeltenis van Lamoraal.[67]
- Ter gelegenheid van 450 jaar Egmont als ridder van het Gulden Vlies werd in 1996 in Egmond de tijdelijke betaalmunt Nobel uitgebracht met daarop een beeltenis van Lamoraal.[68]
- Jos Van Rooy schreef in 1942 de roman Egmont (en in 1960 het libretto voor opera Egmont van Arthur Meulemans). In het boek De bastaard van Brussel van Simone van der Vlugt uit 2005 is Lamoraal van Egmont de vader van het hoofdpersonage Crispijn. Schrijver Gunther Opdecam verwerkte Lamoraal in 2018 in het detectiveverhaal Het Egmontmysterie.[69]
- De rockband Ironborn bracht ter gelegenheid van het Egmontjaar het Engelstalige lied 1568 uit over Egmonts terechtstelling.[70]
- De Belgische post gaf in 1981 een postzegel uit met daarop het Zottegemse Egmontkasteel. In 1990 kwam een postzegel uit waarop Lamoraal van Egmont staat afgebeeld (en Beethoven met het muziekstuk Egmont). In 2020 werd een postzegel uitgebracht voor de 50ste verjaardag van de Zottegemse Postzegelclub Egmont met daarop het Egmontstandbeeld.
- De Stichting Historisch Egmond reikt een Lamoraal van Egmontspeld uit aan personen die bijdragen aan de historie van Egmond.[71]
- De Historische Vereniging Oud-Beijerland reikt een  Lamoraal van Egmontspeld uit aan personen of instellingen die zich buitengewoon hebben ingezet voor de geschiedvorsing van Oud-Beijerland.[72]
- Lamoraal van Egmonts naam en beeltenis worden ook veelvuldig gebruikt voor dranken. Zijn beeltenis sierde de etiketten van 'Export', 'Zottegemse Grand Cru', 'Egmont Zottegemse tripel' en 'Oud Zottegems' van Brouwerij Crombé.[73] Brouwerij Van den Bossche brouwt 'Lamoral'. Rotary Zottegem brouwde in 2018 speciaal 'KopAf' ter gelegenheid van het Egmontjaar,[74] net zoals Brouwerij Egmond voor deze gelegenheid 'Vaarwel graaf zonder hoofd' brouwde.[75][76] Ter gelegenheid van het Egmontjaar werd in 2018 een bierpakket[77] uitgebracht met '1568' van de Hoevebrouwers (in 2024 tijdelijk opnieuw uitgebracht voor het Egmont Lichtfestival)[78], 'Alva' van Bles, 'Lamoral' van Brouwerij Van Den Bossche en 'Montmorency' van Wertha Bier.[79] Verder bestaat er een kruidenlikeur 'Lamoraal' uit Egmond en een 'Egmont's garden gin' uit Zottegem.[80] Ook verschillende horecazaken dragen zijn naam, zoals bijvoorbeeld in Aalst[81].
- In 2018 werd in Huys Egmont de tentoonstelling ‘De Heeren van Egmont en het Vechtvolk’ gehouden, met foto's van fotograaf Ab Baart (inwoners van de Egmonden uitgedost als leden van het huis Egmont; Jos Hof als Lamoraal).[82]

## Egmontjaar
In 1958 werd het toneelstuk Egmont van Goethe verschillende keren opgevoerd op de Brusselse Grote Markt.  In 1968 (400 jaar na de onthoofding) werd op de Zottegemse Markt een nieuw Egmontstandbeeld opgericht (het origineel werd in het Egmontpark geplaatst) en een Egmontbloementapijt aangelegd. In 2018 (450 jaar na de onthoofding) werd gezamenlijk in Egmond, Zottegem en Oud-Beijerland een 'Egmontjaar' of 'Lamoraaljaar' georganiseerd. In Weert was er bovendien een 'Graaf van Hornejaar'. De 450ste verjaardag van de onthoofding werd herdacht met lezingen, concerten, tentoonstellingen, publicaties, bezoeken, uitwisselingen en andere activiteiten. In februari voerde men in Zottegem een speciale Egmontmusical op. Op 5 juni 2018 werden in Zottegem, Egmond, Oud-Beijerland, Brussel en Weert herdenkingsplechtigheden gehouden en kransen neergelegd. In Egmond aan den Hoef was daar de plaatsvervangende Spaanse ambassadeur Fernando Fernández Aguayo bij aanwezig. In september 2018 werd in Zottegem een Egmontbloementapijt aangelegd en een Egmontevocatie gehouden, waarbij verschillende scènes uit Lamoraals leven als levende geschiedenis werden uitgebeeld. In november 2022 werd de vijfhonderdste verjaardag van Egmont herdacht met een plechtigheid in Lahamaide en een concert in Zottegem.  In 2022 werd in het Brugse Hof Bladelin (de woning van Egmonts moeder Francisca van Luxemburg) een tentoonstelling georganiseerd over Lamoraal van Egmont.  In februari 2024 werd in Zottegem een Egmont Lichtfestival georganiseerd.

## Literatuur

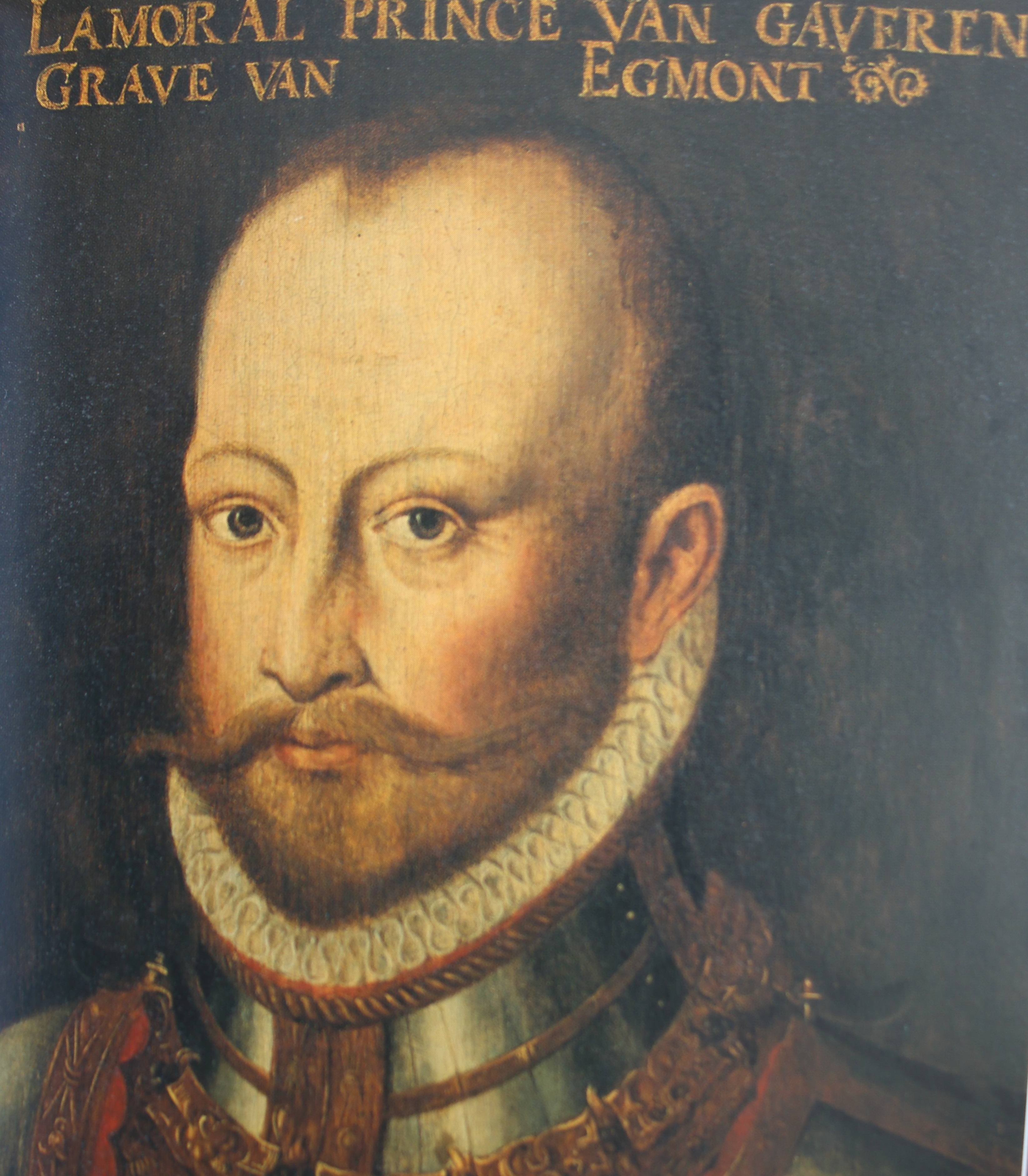
Lamoraal van Egmont, anoniem, 16de eeuw